# Tokashiki
Tokashiki (渡嘉敷村, Tokashiki-son) est un village du district de Shimajiri, situé dans la préfecture d'Okinawa, au Japon.

## Géographie

### Situation
Tokashiki occupe une partie de l'île de Tokashiki située dans l'archipel Kerama, au Japon.

### Démographie
Au 31 mars 2022, la population de Tokashiki s'élevait à 695 habitants répartis sur une superficie de 19,23 km2.

## Transport
Tokashiki est accessible par ferry via Naha ou bien aussi via un ferry plus petit depuis les îles Aka et Zamami.

## Patrimoine culturel et naturel
Le village de Tokashiki compte douze éléments considérés comme patrimoine matériel culturel ou naturel, dont seulement deux sont désignés au niveau municipal. 
- Nom (japonais) (type d’enregistrement)

### Patrimoine matériel
- Amas coquillier de Aharen'ura (阿波連浦貝塚?)
- Chikara ishi (pierres utilisées dans les compétitions de force) d’Aharen (dans le jardin du centre communautaire) (阿波連の力石 (生活館中庭)?)
- Kuba-yama (montagne des lataniers de Chine) de Aharen (阿波連のクバ山?)
- Murs de pierre de la résidence Nemoto (根元家の石垣?) (Municipal)
- Sanctuaire de Mīya Dunchi-gwā (海神宮?)
- Site archéologique de Funakoshibaru (船越原遺跡?)
- Site de l’usine de katsuobushi (鰹節製造工場跡?)
- Site sacré de Kubandaki (クバンダキ?)
- Site sacré de Kumi-chijiyama (クミチジ山 (久米頂山)?)
- Site sacré de Nishi Utaki (北ウタキ?)
- Tombe du dieu des études (学問の世の神様の墓?)

### Lieux de beauté pittoresque
- Vue du détroit des Kerama depuis le Mont Nishi (にし山(北山)山頂から望む慶良間海峡?) (Municipal)